# デイヴィッド・ワンクリン
マルコム・デイヴィッド・ワンクリン（Malcolm David Wanklyn、1911年6月28日 - 1942年4月14日）は、イギリスの軍人（司令官）。イギリス海軍所属。潜水艦艦長であり、第二次世界大戦で最も成功した連合国軍潜水艦長の一人である。彼は乗組員と共に合計16隻の敵艦船（128,353トン）を撃沈した。

## 生涯
1911年6月28日、インド帝国カルカッタのアルィポアにあるザ・ハーミテージに生まれ、父William Lumb Wanklynと母Marjorie Wanklynの長男として育った。幼少期より海洋に憧れ、1925年に14歳で海軍志願しブリタニア王立海軍兵学校に入学した。1933年に潜水艦課程を修了し、初任務でHMS Oberonに配属された。以降、HMS L56、HMS Shark、HMS Otwayなどで一等航海士を歴任した。1940年2月5日からHMS H32の艦長を務め、5月15日からHMS H31の艦長に転じた。8月8日にはU級潜水艦HMS Upholderの初代艦長に任命され、地中海戦線で哨戒任務に従事した。

### 勲章と栄典
1941年5月24日、護衛艦艇に囲まれた敵輸送船団への攻撃を敢行し、イタリア軍輸送船SS Conte Rossoを撃沈した功績によりヴィクトリア十字章を受章した。その後、HMS Upholderは合計128,353トン以上の敵艦船を撃沈し、殊功勲章および2度の従軍功労勲章を受章した。

## 死去
1942年4月14日、28回目の哨戒任務中にHMS Upholder は地中海で消息を絶ち、公式に「作戦行動中行方不明」と宣言された。偵察機に発見された後、イタリア魚雷艇ペガゾによる深海爆雷攻撃が最有力視されるが、残骸や遺体は確認されていない。

## 記念と家族
1938年5月5日、マルタ・スリーマのホーリー・トリニティ教会でエルスパース・キンロックと結婚し一児をもうけた。彼の名はポーツマス海軍記念碑やスコットランド国立戦争記念館などに刻まれている。

## 関連
- ウィキメディア・コモンズには、デイヴィッド・ワンクリンに関するカテゴリがあります。